# Igor Țîgîrlaș

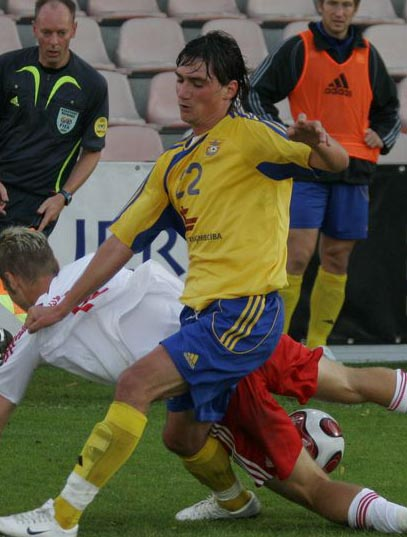
Igor Țîgîrlaș år 2008.

Igor Țîgîrlaș (ryska: Игорь Цыгырлаш, Igor Tsygyrlasj) född 24 februari 1984 i Chișinău, är en moldavisk fotbollsspelare som senast spelade för FC Astana i Premjer Ligasy. Țîgîrlaș spelar även ofta för Moldaviens herrlandslag i fotboll. 
Țîgîrlaș har tidigare spelat för lettiska FK Ventspils, ukrainska FK Metalist Charkiv och moldaviska FC Zimbru Chișinău. Țîgîrlaș har hittills spelat 21 landskamper för Moldavien och gjort ett mål.